# Frederik Winther
Frederik Julius August Winther, född 20 augusti 1853 i Köpenhamn, död 4 april 1916 på Frederiksberg, var en dansk målare.
Han var son till ridknekten Anders Christian Winther och Birthe Cathrine Petersen. Efter studier vid Köpenhamn tekniske skole studerade han vid Det Kongelige Danske Kunstakademi 1871–1879 och privat för Carl Neumann. Separat ställde han ut i Köpenhamn och han medverkade ett flertal gånger i vårutställningarna på Charlottenborg. Hans konst består huvudsakligen av marin- och landskapsskildringar som han under en period på 1880- och 1890-talen hämtade från Hallands Väderö. Winther är representerad vid Malmö museum, Øregaards Museum och Søfartsmuseet på Kronborg.